# Prehistoric Sounds
Prehistoric Sounds är det tredje albumet av The Saints och släpptes 1978. Det var det sista album som Bailey spelade in tillsammans med Ed Kuepper, som lämnade bandet kort därefter.

## Låtlista
1. "Swing for the Crime" (Ed Kuepper/Chris Bailey)
2. "All Times Through Paradise" (Ed Kuepper/Chris Bailey)
3. "Everyday's a Holiday, Every Night's a Party" (Ed Kuepper/Chris Bailey)
4. "Brisbane [Security City]" (Ed Kuepper)
5. "Church of Indifference" (Ed Kuepper)
6. "Crazy Googenheimer Blues" (Ed Kuepper/Chris Bailey)
7. "Everything's Fine" (Ed Kuepper)
8. "The Prisoner" (Ed Kuepper/Chris Bailey)
9. "Security" (Otis Redding)
10. "This Time" (Ed Kuepper/Chris Bailey)
11. "Take This Heart of Mine" (Chris Bailey)
12. "Chameleon" (Ed Kuepper/Chris Bailey)
13. "Save Me" (A. Franklin/C. Ousley)

## Musiker
- Chris Bailey - Sång, komposition, producent
- Ed Kuepper - Gitarr, komposition, producent
- Ivor Hay - Trummor
- Algy Ward - Bass
- Martin Bruce - Trumpet
- Martin Drover - Trumpet
- Paul Nieman - Trombon
- Roger Cawkwell - Alla saxofoner, piano & hornarrangemang

## Produktion
- Bill Price - Ljudtekniker
- Jeremy Spencer Green - Andre tekniker
- Ed Kuepper - Producent
- Chris Bailey - Producent